# Minkowice (Lublin)
Pour les articles homonymes, voir Minkowice.
Minkowice (prononciation [miŋkɔˈvit͡sɛ]) est un village de la gmina de Mełgiew du powiat de Świdnik dans la voïvodie de Lublin, situé dans l'est de la Pologne.
Il se situe à environ 2 kilomètres au nord-ouest de Mełgiew (siège de la gmina, 5 kilomètres à l'est de Świdnik (siège du powiat) et 15 kilomètres à l'est de Lublin (capitale de la voïvodie).

## Histoire
De 1975 à 1998, le village est attaché administrativement à l'ancienne voïvodie de Lublin.

Depuis 1999, il fait partie de la nouvelle voïvodie de Lublin.